# Honey Bee Studio
Honey Bee Studio（ハニービースタジオ）は、日本の音楽事務所、音楽制作会社。

## 概要
2009年設立。アコースティックやバンドサウンドを中心とした楽曲制作や歌詞のプロデュースが特徴。アーティストマネージメント、ライヴ制作も企画から行う。オーディション「みつばち軽音楽部」を開催し新人発掘・育成にも力を入れている。下北沢にスタジオを持つ。音源制作事務所。
2015年にはビーイングと業務提携。

## 所属アーティスト
- Chelsy
- Lily's Blow
- Mar.na
- Ruca
- 黒猫のちゅうにー
- Astrovery

## 主な参加アーティスト
- YUI
- ステレオポニー
- FTISLAND
- SCANDAL
- 中川翔子
- 東京女子流
- 清水翔太
- Safarii
- 崎本大海
- OLD
- 川嶋あい
- 沢井美空
- さくら学院
- ひいらぎ
- Chelsy
- Moss Green
- Ruca
- 黒猫のちゅうにー@しろくろちゃんねる

ほか多数